# Râul Ghinda
Râul Ghinda sau Valea Ghinzii este un curs de apă, afluent al râului Bistrița. 